# 迈克尔·赫奇斯
迈克尔·赫奇斯（英語：Michael Hedges）新西兰音频工程师。他赢得了2次奥斯卡最佳音响效果奖，并获得了2次提名。自1990年起，赫奇斯参与制作了70多部电影。

## 部分影视作品
赫奇斯赢得过2次奥斯卡金像奖，并获得了2次提名。
获奖
- 指环王：王者归来 (2003)[1]
- 金刚 (2005)[2]

提名
- 指环王：双塔奇兵 (2002)[3]
- 霍比特人2：史矛革之战 (2013)[4]